# Tiro ai Giochi della XX Olimpiade

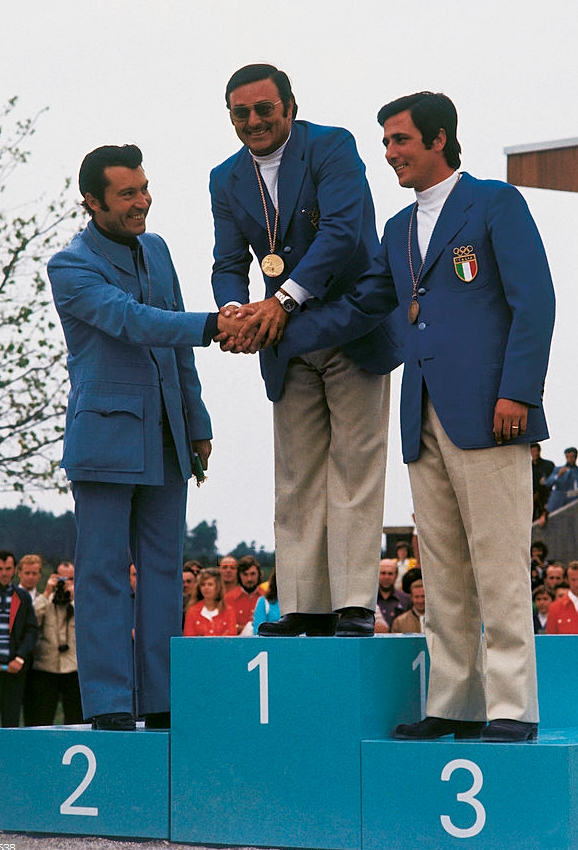
Angelo Scalzone, Michel Carrega e Silvano Basagni, rispettivamente primo, secondo e terzo sul podio della fossa olimpica

Le gare di tiro a segno e tiro a volo ai Giochi della XX Olimpiade si svolsero dal 27 agosto al 2 settembre 1972 presso lo Schießanlage di Monaco di Baviera.
Il programma prevedeva otto gare miste, accessibili sia a uomini sia a donne.

## Podi
| Evento                                      | Oro              | Perform. | Argento            | Perform. | Bronzo           | Perform. |
| Pistola 25 metri (dettagli)                 | Józef Zapędzki   | 595      | Ladislav Falta     | 594      | Viktor Torshin   | 593      |
| Pistola 50 metri (dettagli)                 | Ragnar Skanåker  | 567      | Daniel Iuga        | 562      | Rudolf Dollinger | 562      |
| Bersaglio mobile 50 metri (dettagli)        | Yakiv Zheleznyak | 569      | Helmut Bellingrodt | 565      | John Kynoch      | 562      |
| Carabina 50 metri a terra (dettagli)        | Ri Ho-jun        | 599      | Victor Auer        | 598      | Nicolae Rotaru   | 598      |
| Carabina 50 metri tre posizioni (dettagli)  | John Writer      | 1166     | Lanny Bassham      | 1157     | Werner Lippoldt  | 1153     |
| Carabina 300 metri tre posizioni (dettagli) | Lones Wigger     | 1155     | Boris Melnik       | 1155     | Lajos Papp       | 1149     |
| Fossa olimpica (dettagli)                   | Angelo Scalzone  | 199      | Michel Carrega     | 198      | Silvano Basagni  | 195      |
| Skeet (dettagli)                            | Konrad Wirnhier  | 195+25   | Yevgeni Petrov     | 195+24   | Michael Buchheim | 195+23   |

## Medagliere
| Pos.   | Paese            | Oro | Argento | Bronzo | Totale |
| ------ | ---------------- | --- | ------- | ------ | ------ |
| 1      | Stati Uniti      | 2   | 2       | 0      | 4      |
| 2      | Unione Sovietica | 1   | 2       | 1      | 4      |
| 3      | Italia           | 1   | 0       | 1      | 2      |
| 4      | Corea del Nord   | 1   | 0       | 0      | 1      |
| 4      | Germania Est     | 1   | 0       | 0      | 1      |
| 4      | Polonia          | 1   | 0       | 0      | 1      |
| 4      | Svezia           | 1   | 0       | 0      | 1      |
| 8      | Romania          | 0   | 1       | 1      | 2      |
| 9      | Cecoslovacchia   | 0   | 1       | 0      | 1      |
| 9      | Colombia         | 0   | 1       | 0      | 1      |
| 9      | Francia          | 0   | 1       | 0      | 1      |
| 12     | Germania Est     | 0   | 0       | 2      | 2      |
| 13     | Austria          | 0   | 0       | 1      | 1      |
| 13     | Gran Bretagna    | 0   | 0       | 1      | 1      |
| 13     | Ungheria         | 0   | 0       | 1      | 1      |
| Totale | Totale           | 8   | 8       | 8      | 24     |